# Who’s Got the Last Laugh Now?
A Who’s Got The Last Laugh Now? a Scooter tizenegyedik albuma, mely 2005-ben jelent meg illetve felújított, kétlemezes változatban 2013. szeptember 6-án, a "20 Years Of Hardcore"-sorozatban. Készítésében még közreműködött Jay Frog is. Két kislemezt hoztak ki róla: Hello (Good to Be Back) és Apache Rocks the Bottom.

## Áttekintés
A rendkívül sikeres "Mind The Gap" lemezt követően körülbelül fél évvel látott neki a Scooter az új lemez munkálatainak. Mivel időközben sokat turnéztak (többek között Magyarországon és az Egyesült Államokban is, ezért az első új kislemezre is várni kellett, egészen októberig. A Hello! (Good to Be Back) alapján a rajongók biztosra vehették, hogy a nagylemez számai követni fogják a megszokott Scooter-hangzást. A novemberben megjelenő lemez a "Mind The Gap"-hez hasonlóan nem egyetlen stílusban készült, rendkívül heterogénnek mondható, gyorsabb és lassabb számok keveréke.

## A dalokról
A "Lights Out" egy kétperces lassú, felvezető intro. Ezt követi a "Hello! (Good To Be Back)", mely a klasszikus hangzást képviseli. A "Privileged To Witness" egy gyors trance-szám, HPV-betéttel (magasra torzított énekhang), közel öt perc hosszúságban. A "Rock Bottom" refrénjével egyértelműen a Maria (I Like It Loud) leszármazottja, a közönség megénekeltetésére szolgál – bár ez utóbbi részt kivették belőle, amikor kislemezre került, és egy másik, az albumon található szerzemény, az "Apache" refrénjét tettek be helyette.
A "The Leading Horse" egy érdekes szerzemény, tempója lassú, leginkább 50 Cent korabeli dalaira emlékeztet, H.P. szövegei és a HPV jól illenek hozzá. A "Take Me Baby" egy fokkal gyorsabb, de elég sötét tónusú dal, mely Benny Benassi korabeli slágereire emlékeztet. A már említett "Apache" egy rövid instrumentális szerzemény, melynek egy kis részlete kislemezre is került. A "See Me, Feel Me" egy klasszikus Scooter-szám, tempós, HPV-betéttel is rendelkezik – válogatáslemezeken is megjelent.
A "Unity Without Words, Pt.3." egy lassú, instrumentális house-szerzemény, mely teljesen elüt az első és második részétől (amelyek egyébként csak B-oldalas számok voltak). Közel hat perces, melynek egyenletes tempóját a közepén megtöri egy lassabb betét. Szöges ellentéte ennek az ezt követő "Everlasting Love", mely gyors tempójával, határozott H.P.-kiabálással, HPV-vel, és erős ütemeivel úgy szól, mint egy hamisítatlan hardcore szám. A "Seven Bridges" egy gyors trance-dal, melyet két helyen is megtör egy lassú zongorabetét és a kórus. A lemezt szokás szerint egy instrumentális trance-szerzemény zárja le, a "Mesmerized", mely bakelitlemezen is megjelent.

## Számok listája
| #  | Cím                          | Szerző                                                                                         | Hossz |
| -- | ---------------------------- | ---------------------------------------------------------------------------------------------- | ----- |
| 1  | Lights Out                   | H.P. Baxxter, Rick J. Jordan, Jay Frog, Jens Thele                                             | 1:45  |
| 2  | Hello! (Good to Be Back)     | Gary Glitter, Mike Leander, H.P. Baxxter, Rick J. Jordan, Jay Frog, Jens Thele                 | 3:33  |
| 3  | Privileged To Witness        | Gordon Sumner, H.P. Baxxter, Rick J. Jordan, Jay Frog, Jens Thele                              | 4:32  |
| 4  | Rock Bottom                  | H.P. Baxxter, Rick J. Jordan, Jay Frog, Jens Thele, Shaun Baker, Julio Bonito, Claudio Macalvo | 3:29  |
| 5  | The Leading Horse            | Costas Ferris, Vangelis                                                                        | 3:26  |
| 6  | Take Me Baby                 | Jimi Tenor                                                                                     | 4:15  |
| 7  | Apache                       | Jerry Lordan                                                                                   | 2:58  |
| 8  | See Me Feel Me               | Gary Unwin, Patty Unwin, H.P. Baxxter, Rick J. Jordan, Jay Frog, Jens Thele                    | 4:09  |
| 9  | Unity Without Words Part III | H.P. Baxxter, Rick J. Jordan, Jay Frog, Jens Thele                                             | 6:02  |
| 10 | Everlasting Love             | James Cason, Mac Gayden                                                                        | 4:22  |
| 11 | Seven Bridges                | Ulrich Swillms, Helmut Richter                                                                 | 4:56  |
| 12 | Mesmerized                   | H.P. Baxxter, Rick J. Jordan, Jay Frog, Jens Thele                                             | 6:42  |

### 20 Years Of Hardcore bónusztartalom
1. Hello! (Good To Be Back) (Club Mix)
2. Path
3. Apache Rocks The Bottom! (Radio Edit)
4. Apache Rocks The Bottom! (Club Mix)
5. Apache Rocks The Bottom! (Alex K Remix)
6. Countdown
7. Apache Rocks The Bottom! (United DJs Remix)
8. Apache Rocks The Bottom! (Clubstar Remix)
9. Apache Rocks The Bottom! (Flip & Fill Remix)

### Limited Edition
1. Hello (Good To Be Back) Handy Video
2. One (Always Hardcore) Handy Video
3. Maria (I Like It Loud) Handy Video
4. 2006-os Scooter-naptár

## Közreműködtek
- H.P. Baxxter (ének)
- Rick J. Jordan (szintetizátorok, gitár, keverés)
- Jay Frog (szintetizátorok, utómunka)
- Neil Witchard (háttérvokál)
- Ruthless and Vorwerk, Jan Voermans (Rock Bottom)
- Nikk (vokál)
- Gino Montesano (Seven Bridges)
- Gabo (fényképek)
- Marc Schilkowski (borítóterv)

## Érdekességek
- Az "Apache Rocks The Bottom" kislemez két szám, az Apache és a Rock Bottom összeolvasztásából jött létre.
- Az "Everlasting Love" egy visszatérés a régi happy hardcore-os időkhöz.
- A "Mesmerized" megjelent limitált kiadású bakelitlemezen is, emiatt sokan azt hitték, hogy az lesz a következő kislemez.
- A "See Me, Feel Me" felkerült a Dream Dance 39. című válogatáslemezre, annak ellenére, hogy végül nem lett belőle kislemez.
- A "20 Years Of Hardcore" CD-változatáról lehagyták az "Apache"-ot, helyette az "Apache Rocks The Bottom" "Flip 'n Fill Remix"-e került fel az albumra. Emellett a "See Me, Feel Me" szöveg nélkül, instrumentális verziója található meg rajta. Miután többen reklamáltak emiatt, a számok javított verziójára cserélték a netes kiadásokat, a CD-változat birtokosai pedig egy letöltőlinken keresztül ingyen kaphatták meg az elrontott dalok javítását, ha igényt tartottak rá.

## Videóklipek
A "Hello! (Good To Be Back)" klipjét az Egyesült Államokban Chicagóban forgatták, ottani turnéjuk során. A város több részén felvett jelenetek, koncertrészletek, valamint poénkodások kerültek bele a videóba.
Az "Apache Rocks The Bottom" klipje a század elején játszódik: H.P., Rick és Jay egy szalonban kártyáznak, ám hamarosan kiderül, hogy hamiskártyások. Ennek hatására kitör a botrány és tömegverekedés kezdődik, melynek végén a még talpon maradottakat a konzumhölgyek ütik le, s elveszik a kártyázók pénzét.

## Feldolgozások
- Lights Out: Alan Parsons Project – Sirius
- Hello (Good To Be Back): Gary Glitter – Hello, Hello, I'm Back Again, The KLF – 3AM Eternal, D Mob – We Call It Acieed, Ice Mc – Think About The Way
- Privileged To Witness: The Police – Walking On The Moon, 8 Wonders – The Morning After (Thrillseekers Remix), Marusha – Rave Channel
- Rock Bottom: Jordan & Baker – Explode, Donkey Rollers – Strike Again
- The Leading Horse: Aphrodite's Child – The Four Horsemen, 50 Cent – In Da Club
- Take Me Baby: Jimi Tenor – Take Me Baby, John Foxx – Underpass
- Apache: The Shadows – Apache
- See Me, Feel Me: Dee D. Jackson – Automatic Lover, Felix – Don't You Want Me
- Everlasting Love: Robert Knight – Everlasting Love
- Seven Bridges: Karat – Über sieben brücken musst du gehn

## Helyezések

### Nagylemez
| Ország       | Helyezés   |
| ------------ | ---------- |
| Németország  | 14         |
| Románia      | Aranylemez |
| Norvégia     | 30         |
| Ausztria     | 31         |
| Svájc        | 44         |
| Európai Unió | 77         |

### Kislemezek
| Kislemez                 | Németország | Magyarország | Finnország | Ausztria | Svájc | Hollandia | Belgium | Dánia | Svédország |
| ------------------------ | ----------- | ------------ | ---------- | -------- | ----- | --------- | ------- | ----- | ---------- |
| Hello! (Good To Be Back) | 14          | 2            | 3          | 23       | 63    | 43        | 48      | -     | -          |
| Apache Rocks The Bottom  | 24          | 2            | 2          | 23       | 54    | 79        | -       | 5     | 47         |